# Dosinia gabonensis
Dosinia gabonensis is een tweekleppigensoort uit de familie van de Veneridae. De wetenschappelijke naam van de soort is voor het eerst geldig gepubliceerd in 1989 door Cosel.